# Hjaltland (Schiff)
Die Hjaltland ist eine Ro-Pax-Fähre der Reederei NorthLink Ferries. Sie verkehrt mit ihrem Schwesterschiff Hrossey zwischen Aberdeen, Kirkwall auf der Orkneyinsel Mainland und Lerwick auf den Shetlandinseln.

## Geschichte
Die von Deltamarin entworfene Fähre wurde unter der Baunummer 438 auf der damaligen finnischen Werft Aker Finnyards in Rauma (heute: Rauma Marine Constructions) gebaut. Das Schiff wurde am 10. Dezember 2000 bestellt. Die Kiellegung fand am 4. Oktober 2001, der Stapellauf am 8. März 2002 statt. Die Fertigstellung erfolgte am 12. August 2002. Das Schiff wurde Anfang Oktober 2002 in Dienst gestellt.
Die Baukosten der von der Royal Bank of Scotland finanzierten Fähre beliefen sich auf £ 35 Mio. Die nach dem altnordischen Namen der Shetlands benannte Fähre ist eine von drei Fähren, die für NorthLink Orkney and Shetland Ferries für den Fährverkehr vom schottischen Festland zu den Orkney- und Shetlandinseln, den die Reederei ab Oktober 2002 übernehmen sollte, gebaut wurden. Im April 2018 kaufte Caledonian Maritime Assets Ltd. alle drei Fähren von der Royal Bank of Scotland.

## Technische Daten und Ausstattung
Die Fähre wird von vier Viertakt-Sechszylinder-Dieselmotoren des Herstellers Caterpillar (Typ MaK 6M43) mit jeweils 5400 kW Leistung angetrieben. Die Motoren wirken paarweise über Untersetzungsgetriebe auf zwei Verstellpropeller. Das Schiff ist mit zwei von Elektromotoren mit 900 kW Leistung angetriebenen Bugstrahlrudern ausgerüstet.
Für die Stromerzeugung stehen zwei von den Hauptmotoren angetriebene Stamford-Wellengeneratoren mit jeweils 2350 kVA Scheinleistung sowie zwei von Caterpillar-Dieselmotoren des Typs MaK 8M20 angetriebene Generatoren mit jeweils 1520 kVA Scheinleistung zur Verfügung. Weiterhin wurde ein von einem Sisu-Dieselmotor des Typs 163 DSJGK angetriebener Notgenerator verbaut.
Das Schiff verfügt auf dem Hauptdeck über ein durchlaufendes Fahrzeugdeck mit fünf Fahrspuren auf rund 450 Spurmetern. Ein weiteres Fahrzeugdeck befindet sich unterhalb des Hauptdecks. Das Hauptdeck ist über eine Bug- und eine Heckrampe zugänglich. Die Bugrampe befindet sich hinter einem seitlich öffnenden Bugvisier. Die Zufahrt am Bug ist 4,0 Meter breit und 4,6 Meter hoch, die am Heck 4,5 Meter breit und 4,6 Meter hoch. Die maximale Achslast auf dem Hauptdeck beträgt 14 Tonnen. Auf der Steuerbordseite befindet sich eine 2,5 Meter breite Rampe zum unterhalb des Hauptdecks liegenden Fahrzeugdeck. Die Höhe des Decks beträgt 2,4 Meter. Hinter diesem Fahrzeugdeck befindet sich der Maschinenraum. Die Fahrzeugkapazität der Fähre beträgt 125 Pkw.

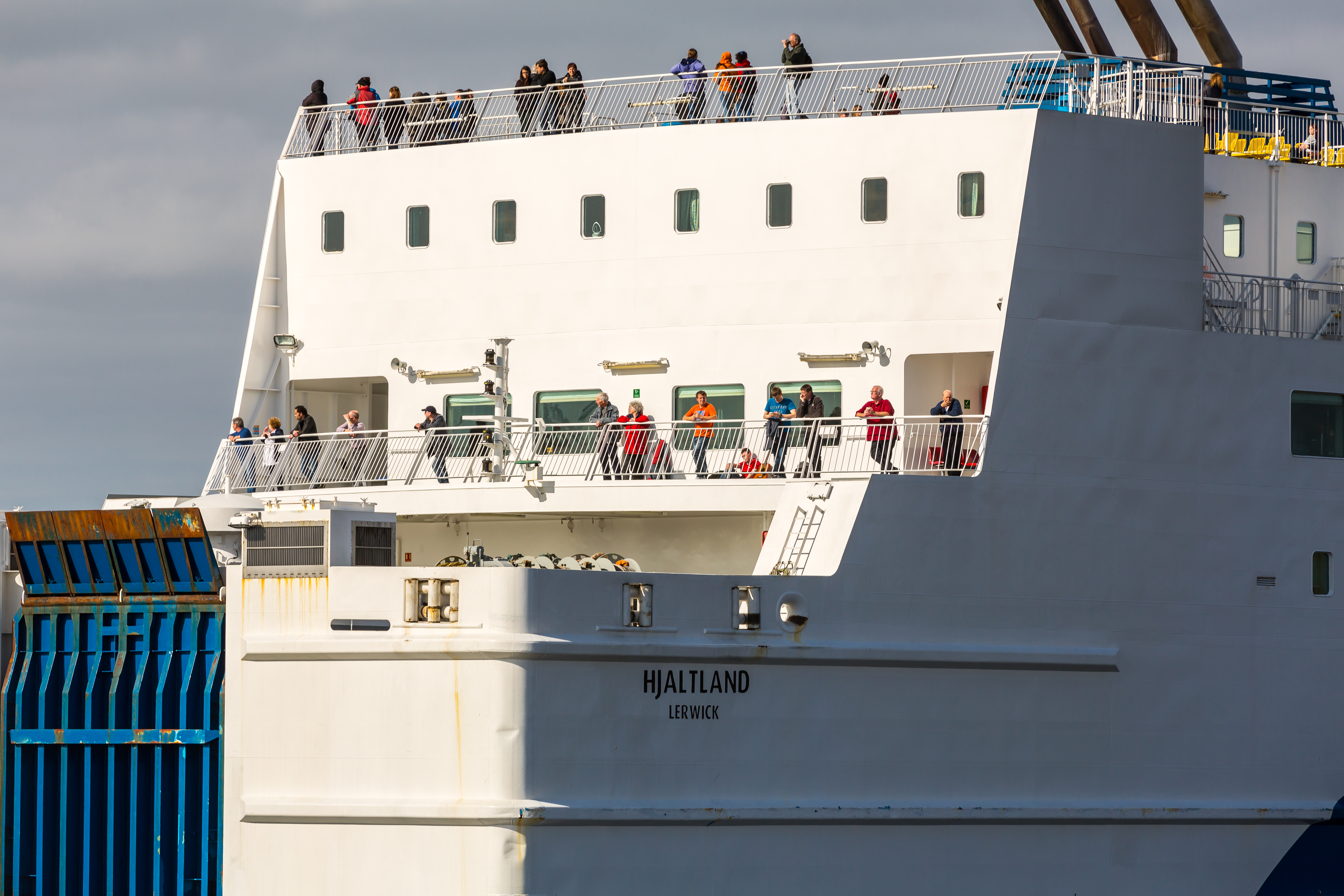
Decks 5–8 mit zusätzlichem Bereich für Kabinen auf Deck 7

Oberhalb des Fahrzeugdecks befinden sich vier Decks mit den Einrichtungen für Passagiere und Besatzungsmitglieder sowie die Brücke und technische Räume. Auf Deck 5 befinden sich im vorderen Bereich 17 Mannschaftskabinen, zehn Einzel- und sieben Doppelkabinen. Daran schließen sich die Passagierkabinen an, teilweise Doppel- und teilweise Vierbettkabinen. Insgesamt standen hier zunächst 280 Betten in 100 Kabinen, 50 Innen- und 50 Außenkabinen, für Passagiere zur Verfügung. 2007 wurde die Fähre umgebaut und dabei durch den Anbau weiterer Kabinen auf Deck 7 die Kapazität auf 356 Betten erhöht. Auf Deck 6 befinden sich im vorderen Bereich unter anderem ein Cafe-/Barbereich mit Sitzgelegenheiten und zwei Lounges mit Ruhesesseln. Im hinteren Bereich des Decks befinden sich unter anderem zwei Restaurants, die Kombüse und ein Laden. Auf Deck 7 sind unter anderem zehn Offizierskabinen und acht weitere Kabinen für Besatzungsmitglieder, ein Büro, die Messen sowie verschiedene technische Räume untergebracht. Im hinteren Bereich wurden durch einen zusätzlichen Aufbau Platz für weitere Passagierkabinen geschaffen. Die Brücke ist auf Deck 8 untergebracht. Sie ist vollständig geschlossen. Zur besseren Übersicht bei An- und Ablegemanövern und dem Navigieren in engen Fahrwassern geht sie etwas über die Schiffsbreite hinaus. Offene für Passagiere zugängliche Decksbereiche befinden sich im hinteren Bereich von Deck 6 sowie auf Deck 7 und Deck 8.
Zur Dämpfung von Rollbewegungen ist das Schiff mit zwei Flossenstabilisatoren und Schlingertanks ausgerüstet.